# リーガ・デ・アセンソ
アセンソMX（スペイン語: Ascenso MX, 英語: Promotion MX）は、1994年から2020年まで開催されていたメキシコのサッカーリーグ。リーガMX（1部）に次ぐ国内2番目のリーグであった。優勝クラブがリーガMXへ昇格し、最下位のクラブがリーガ・プレミエル（3部相当）へ降格する。リーグ名称のアセンソはスペイン語で「出世」や「昇進」などの意味。2013年からBBVA Bancomer（現：BBVA México）が公式スポンサーとなり、アセンソBBVA MX（Ascenso BBVA MX）として知られた。
かつてはプリメーラ・ディビシオンA（スペイン語: Primera División A, 英語: First Division A）という名称だったが、2009年に名称がリーガ・デ・アセンソへ変更され、大会形式も変更された。2012年からはアセンソMXという名称が用いられるようになり、再び大会形式が変更され、グループ制が廃止された。
2020年4月17日にアセンソMXの後を継ぐ形でリーガ・デ・エクスパンシオンMX（スペイン語: Liga de Expansión MX）が創設された。

## 歴史
1994年、メキシコサッカー連盟はセグンダ・ディビシオン（当時2部）をプリメーラ・ディビシオンAに名称変更し、プリメーラ・ディビシオン（1部）とプリメーラ・ディビシオンAの差がわずかであると吹聴した。この計画はプリメーラ・ディビシオンのホセ・アントニオ・ガルシア・ロドリゲス会長の手中にあり、特に参加に興味を示したサンフランシスコ・ブラックホークスとロサンゼルス・サルサ（ともにアメリカ）の2クラブも計画に含まれていたが、国際サッカー連盟(FIFA)はこの2クラブのプリメーラ・ディビシオンA参加を認可しなかった。このため、プリメーラ・ディビシオンAに参加するクラブはセグンダ・ディビシオンの参加クラブから決定した。第1回大会となった1994-95シーズンはアカプルコ、ガジョス・デ・アグアスカリエンテス、クルブ・セラージャ、イラプアトFC、CFラ・ピエダ、CDマルテ、CFパチューカ、アトレティコ・サン・フランシスコ、サン・ルイスFC、ラガルトス・デ・タバスコ、コラス・デ・テピック、インテル・デ・ティフアナ、アルコネス・デ・ケレタロ、ベナードス・デ・ジュカタン、CDサカテペクの15クラブでシーズン開幕を迎えたが、財政問題で参加を拒否されていたコブラス・デ・シウダ・フアレスが16番目のクラブとなった。
2006年には参加クラブ数が20クラブから24クラブに増やされること、本拠地の位置によってAとBの2グループに分けて行なわれることが決定した。
2009年には名称がリーガ・デ・アセンソに変更され、大会形式も大きく変更された。所属クラブ数は17クラブに削減され、グループ制が廃止された。2010-11シーズンは18クラブが参加した。2012年にはアスセンソMXという名称が用いられるようになった。2012-13シーズンは15クラブが参加しているが、2013-14シーズンには新たにゲレーロス・デ・オアハカが加わり、16クラブで行なわれる予定である。ゲレーロスはかつてセグンダ・ディビシオンを構成するクラブであり、2012年にはリーガ・デ・アセンソに昇格する予定だったが、インフラ面で参戦基準を満たしておらず、メキシコサッカー連盟によって参戦権を取り上げられた。
2020年4月13日、FEMEXFUTのエンリケ・ボニージャ会長は、2019新型コロナウイルスの流行と予算難を理由に2019-20シーズンのクラウスーラの残り試合の中止を発表した。

## 大会形式
アペルトゥーラとクラウスーラともに、レギュラーシーズン（リーグ戦）とリギージャ（決勝トーナメント）の2つに分かれている。参加クラブが1回戦総当たりのリーグ戦を行なう。1位となったクラブはリギージャの準決勝に進出する。2位から7位となったクラブはリギージャの準々決勝に進出し、2位と7位、3位と6位、4位と5位がホーム&アウェーで準々決勝を戦う。準々決勝に勝利した3クラブに1位となったクラブを加えて準決勝、決勝を行う。
シーズン終了後、アペルトゥーラとクラウスーラの優勝クラブがホーム&アウェーの総合優勝プレーオフを行なう。その勝者がシーズン王者となり、リーガMX（1部）に昇格する。アセンソからリーガ・プレミエル（3部相当）への降格クラブは、過去3シーズン（3年間）の獲得勝ち点率で決定される。各シーズンのクラウスーラ終了後、獲得勝ち点率がもっとも低い1クラブがセグンダ・ディビシオンに降格する。

## 2015-16シーズン所属クラブ
| クラブ名                   |
| -------------------------- |
| アトランテ                 |
| アトレティコ・サン・ルイス |
| BUAP                       |
| セラヤ                     |
| コラス                     |
| フアレス                   |
| ムルシエラゴス             |
| ネカクサ                   |
| オアハカ                   |
| ソノラ                     |
| タパチュラ                 |
| U・デ・G                   |
| UAT                        |
| ベナードス                 |
| サカテカス                 |
| サカテペク                 |

## クラブ別優勝回数
| クラブ                                             | 優勝回数 | 優勝シーズン                                                               |
| -------------------------------------------------- | -------- | -------------------------------------------------------------------------- |
| シナロア                                           | 4        | アペルトゥーラ2003, クラウスーラ2007, クラウスーラ2015, アペルトゥーラ2016 |
| レオン                                             | 4        | クラウスーラ2003, クラウスーラ2004, クラウスーラ2008, クラウスーラ2012     |
| ネカクサ                                           | 4        | アペルトゥーラ2009, クラウスーラ2010, アペルトゥーラ2014, クラウスーラ2016 |
| イラプアト                                         | 4        | インビエルノ1999, ベラーノ2000, アペルトゥーラ2002, クラウスーラ2011       |
| ケレタロ                                           | 3        | クラウスーラ2005, クラウスーラ2006, アペルトゥーラ2008                     |
| ラ・ピエダ                                         | 2        | ベラーノ2001, アペルトゥーラ2012                                           |
| アトレティコ・サン・ルイス                         | 2        | アペルトゥーラ2018, クラウスーラ2019                                       |
| パチューカ                                         | 2        | 1995-96, インビエルノ1997                                                  |
| サン・ルイス                                       | 2        | ベラーノ2002, アペルトゥーラ2004                                           |
| プエブラ                                           | 2        | アペルトゥーラ2005, アペルトゥーラ2006                                     |
| UANL                                               | 2        | インビエルノ1996, ベラーノ1997                                             |
| オアハカ                                           | 2        | アペルトゥーラ2017, アペルトゥーラ2019                                     |
| ティフアナ                                         | 1        | アペルトゥーラ2010                                                         |
| UAT                                                | 1        | アペルトゥーラ2011                                                         |
| フアレス                                           | 1        | アペルトゥーラ2015                                                         |
| ベラクルス                                         | 1        | インビエルノ2001                                                           |
| トロス・ネサ                                       | 1        | クラウスーラ2013                                                           |
| インディオス                                       | 1        | アペルトゥーラ2007                                                         |
| ティグリージョスUANL                               | 1        | ベラーノ1998                                                               |
| BUAP                                               | 1        | クラウスーラ2017                                                           |
| UdeG                                               | 1        | アペルトゥーラ2013                                                         |
| ベナードス                                         | 1        | クラウスーラ2009                                                           |
| テコス                                             | 1        | クラウスーラ2013                                                           |
| ガジョス・イドロカリドス・デ・アグアスカリエンテス | 1        | インビエルノ2000                                                           |
| ウニオン・デ・クルティドーレス                     | 1        | ベラーノ1999                                                               |
| ユカタン                                           | 1        | インビエルノ1998                                                           |
| アトレティコ・セラヤ                               | 1        | 1994-95                                                                    |
| タパチュラ                                         | 1        | クラウスーラ2018                                                           |

## 歴代優勝クラブ
| シーズン           | 優勝                               | 2位                                  | 昇格クラブ                         |
| ------------------ | ---------------------------------- | ------------------------------------ | ---------------------------------- |
| 1994-95            | アトレティコ・セラージャ           | CFパチューカ                         | アトレティコ・セラージャ           |
| 1995-96            | CFパチューカ                       | ガジョス・デ・アグアスカリエンテス   | CFパチューカ                       |
| インビエルノ1996   | UANLティグレス                     | アトレティコ・イダルゴ               |                                    |
| ベラーノ1997       | UANLティグレス                     | コレカミノス UAT                     | UANLティグレス                     |
| インビエルノ1997   | CFパチューカ                       | レアル・ソシエダ・デ・サカテカス     |                                    |
| ベラーノ1998       | ティグリージョス・サルティージョ   | CDサカテペク                         | CFパチューカ                       |
| インビエルノ1998   | ベナードス・デ・ジュカタン         | チーバス・ティフアナ                 |                                    |
| ベラーノ1999       | ベナードス・デ・ジュカタン         | クルス・アスル・イダルゴ             | ベナードス・デ・ジュカタン         |
| インビエルノ1999   | CDイラプアト                       | CDサカテペク                         |                                    |
| ベラーノ2000       | CDイラプアト                       | クルス・アスル・イダルゴ             | CDイラプアト                       |
| インビエルノ2000   | ガジョス・デ・アグアスカリエンテス | CFラ・ピエダ                         |                                    |
| ベラーノ2001       | CFラ・ピエダ                       | トロス・ネサ                         | CFラ・ピエダ                       |
| インビエルノ2001   | CDベラクルス                       | サン・ルイスFC                       |                                    |
| ベラーノ2002       | サン・ルイスFC                     | ティグリージョス・サルティージョ     | サン・ルイスFC                     |
| アペルトゥーラ2002 | CDイラプアト                       | CFラ・ピエダ                         |                                    |
| クラウスーラ2003   | レオン                             | CDタパティオ                         | CDイラプアト                       |
| アペルトゥーラ2003 | ドラドス・デ・シナロア             | コブラス・デ・シウダ・フアレス       |                                    |
| クラウスーラ2004   | レオン                             | ドラドス・デ・シナロア               | ドラドス・デ・シナロア             |
| アペルトゥーラ2004 | サン・ルイスFC                     | アトレティコ・メヒケンセ             |                                    |
| クラウスーラ2005   | ケレタロ                           | レオン                               | サン・ルイスFC                     |
| アペルトゥーラ2005 | プエブラ                           | CDSCクルス・アスル                   |                                    |
| クラウスーラ2006   | ケレタロ                           | シウダ・フアレス                     | ケレタロ                           |
| アペルトゥーラ2006 | プエブラ                           | サラマンカFC                         |                                    |
| クラウスーラ2007   | ドラドス・デ・シナロア             | レオン                               | プエブラ                           |
| アペルトゥーラ2007 | シウダ・フアレス                   | ドラドス・デ・シナロア               |                                    |
| クラウスーラ2008   | レオン                             | ドラドス・デ・シナロア               | インディオス・デ・シウダ・フアレス |
| アペルトゥーラ2008 | ケレタロ                           | イラプアトFC                         |                                    |
| クラウスーラ2009   | メリダFC                           | ティフアナ                           | ケレタロ                           |
| アペルトゥーラ2009 | ネカクサ                           | イラプアト                           |                                    |
| ビセンテナリオ2010 | ネカクサ                           | レオン                               | ネカクサ                           |
| アペルトゥーラ2010 | ティフアナ                         | ティブロネス・ロホス・デ・ベラクルス |                                    |
| クラウスーラ2011   | イラプアト                         | ティフアナ                           | ティフアナ                         |
| アペルトゥーラ2011 | コレカミノスUAT                    | レボセロス・デ・ラ・ピエダ           |                                    |
| クラウスーラ2012   | レオン                             | ロボス・デ・ラ・BUAP                 | レオン                             |
| アペルトゥーラ2012 | ラ・ピエダ                         | ドラドス・デ・シナロア               |                                    |
| クラウスーラ2013   | トロス・ネサ                       | ネカクサ                             | レボセロス・デ・ラ・ピエダ         |
| アペルトゥーラ2013 | レオネス・ネグロス・U・デ・G       | ネカクサ                             |                                    |
| クラウスーラ2014   | テコス                             | コレカミノスUAT                      | レオネス・ネグロスUdeG             |
| アペルトゥーラ2014 | ネカクサ                           | コラス                               |                                    |
| クラウスーラ2015   | ドラドス・デ・シナロア             | アトレティコ・サン・ルイス           | ドラドス・デ・シナロア             |
| アペルトゥーラ2015 | フアレス                           | アトランテ                           |                                    |
| クラウスーラ2016   | ネカクサ                           | ミネロス・デ・サカテカス             | ネカクサ                           |
| アペルトゥーラ2016 | ドラドス・デ・シナロア             | アトランテ                           |                                    |
| クラウスーラ2017   | ロボス・デ・ラ・BUAP               | FCフアレス                           | ロボス・デ・ラ・BUAP               |
| アペルトゥーラ2017 | アレブリヘス・デ・オアハカ         | FCフアレス                           | なし                               |
| クラウスーラ2018   | カフェタレロス・デ・タパチュラ     | レオネス・ネグロスUdeG               | なし                               |
| アペルトゥーラ2018 | アトレティコ・サン・ルイス         | ドラドス・デ・シナロア               | アトレティコ・サン・ルイス         |
| クラウスーラ2019   | アトレティコ・サン・ルイス         | ドラドス・デ・シナロア               | アトレティコ・サン・ルイス         |
| アペルトゥーラ2019 | オアハカ                           | サカテペク                           |                                    |

## 昇格と降格
| クラブ                               | 昇格                                            | 降格                                            |
| ------------------------------------ | ----------------------------------------------- | ----------------------------------------------- |
| CDサカテペク                         | 5 (1950–51, 1962–63, 1969–70, 1977–78, 1983–84) | 5 (1961–62, 1965–66, 1976–77, 1982–83, 1984–85) |
| CFパチューカ                         | 4 (1966–67, 1991–92, 1995–96, 1997–98)          | 3 (1972–73, 1992–93, 1996–97)                   |
| ケレタロFC                           | 4 (México 86,1989–90,2005–06,2009–10)           | 2 (1993–94,2006–07)                             |
| イラプアトFC                         | 4 (1953–54, 1984–85, 1999-2000*, 2002–03)       | 2 (1971–72, 1990–91)                            |
| CFアトラス                           | 3 (1954–55, 1971–72, 1978–79)                   | 3 (1953–54, 1970–71, 1977–78)                   |
| サン・ルイスFC                       | 3 (1970–71, 1975–76, 2001–02)                   | 3 (1973-/74,1988–89,2002–03)                    |
| ティブロネス・ロホス・デ・ベラクルス | 2 (1963–64, 2001–02)                            | 4 (1951–52, 1978–79, 1997–98, 2007–08)          |
| CDサモラ                             | 2 (1954–55, 1956–57)                            | 2 (1955–56, 1959–60)                            |
| ハイボス・タンピコ・マデーロ         | 2 (1964–65, 1972–73)                            | 2 (1966–67, 1974–75)                            |
| アトランテFC                         | 2 (1976–77, 1990–91)                            | 2 (1975–76, 1989–90)                            |
| ウニオン・デ・クルティドーレス       | 3 (1982–83, 1998-99*)                           | 2 (1980–81, 1983–84)                            |
| CFモンテレイ                         | 3 (1955–56,1959–60)                             | 1 (1956–57)                                     |
| モナルカス・モレリア                 | 2 (1956–57, 1980–81)                            | 1 (1967–68)                                     |
| UANLティグレス                       | 2 (1973–74, 1996–97)                            | 1 (1995–96)                                     |
| クルブ・レオン                       | 2 (1989–90, 2012–2013)                          | 2 (1986–87,2001–02)                             |
| コレカミノスUAT                      | 1 (1986–87)                                     | 1 (1994–95)                                     |
| インディオス・デ・シウダ・フアレス   | 1 (2007–08)                                     | 1 (2009–10)                                     |
| プエブラ                             | 3 (1969–70,1998–99,2006–07)                     | 2 (1998–99, 2004–05)                            |
| トロス・ネサ                         | 1 (1988–89)                                     | 1 (1999–2000)                                   |
| CDオロ                               |                                                 | 1(1979/80)                                      |
| CFラ・ピエダ                         | 1 (Ver 2001*)                                   | 1 (---)                                         |
| エストゥディアンテス・テコス         | 1 (1974–75)                                     | 1 (2011–2012)                                   |
| クルブ・ティフアナ                   | 1 (2011–12)                                     |                                                 |